# Mashup (vidéo)
Pour les articles homonymes, voir Mashup.
Un mashup vidéo est un mélange d'images et de sons numériques, un peu dans la tradition du sample. Le mot anglais mashup s'applique également aux travaux uniquement sonores.
Il s'agit d'une forme d'expression artistique convoquant le recyclage, le remploi de matériaux audiovisuels produits par d’autres.
Le mashup relève avant tout d’un état d’esprit. Intimement lié à la nature même d'internet, à son histoire, ses usages, c’est un pilier du web participatif. Il hérite toutefois d'une pratique de collage bien plus ancienne, issue de l'avant-garde cinématographique et du Found Footage.

## Caractéristiques
La matière première du mashup est l'information numérisée au sens large (vidéos, photos, musique et sons que l'on récupère et que l'on échange sur les réseaux). La production de mashup vidéos a donc été favorisée par Internet, qui a permis la décentralisation radicale des moyens élémentaires de production de l’information, du savoir et de la culture.
Cette activité interactive est, par exemple, développée dans le monde du jeu vidéo, à commencer par les mods c'est-à-dire les possibilités de modifier personnages et autres aspects d'un jeu par le joueur lui-même.

## Mashups notables
- La Classe américaine,écrit et réalisé par Michel Hazanavicius et Dominique Mézerette, téléfilm français diffusé le 31 décembre 1993 à 20 h 35 sur Canal+, composé d'extraits de films de la Warner Bros. réalisés entre 1952 et 1980, ainsi que d'un bref extrait d'un épisode de la série télévisée française Maigret de 1992 (avec Bruno Cremer), montés et doublés afin de créer un film inédit. Le film est une parodie qui réinterprète les scènes et dialogues des acteurs des films qu'il utilise pour former des situations loufoques et suivre une histoire au ton délirant et comique.
- The French Democracy, du Français Alex Chan. C'est un film de 13 minutes créé à partir d'éléments issus du jeu The Movies et inspiré des émeutes de banlieue qui ont éclaté en France fin 2005. Les courts métrages d'animation numérique comme ce dernier sont surnommés les « machinimas » (contraction de machine, cinéma et animation).
- En 2007, le Français Antonio Maria Da Silva s’est fait connaître avec Terminator versus RoboCop, un mashup qui relate la rencontre entre les deux monstres sacrés du cinéma, le premier épisode a été vu 30 millions de fois à travers le monde. Grâce à ce succès, le réalisateur a été contacté par les plus grands studios américains.[réf. nécessaire]. Son film Hell's Club, est également un immense succès public, avec plusieurs millions de vue sur Youtube. Il a permis à son réalisateur d'assoir avec plus d'assurance ses thématiques esthétiques majeurs : les monuments (cinématographiques), la nostalgie du temps qui passe, ou encore les rapports entre cinéma, histoire, et expérience cinéphile[6]. En 2020, il sort Dinosaure Hunter, premier long-métrage mashup narratif (si l'on exclue La Classe américaine, de Michel Hazanavicius, ouvertement potache et parodique), dont il signe le scénario original, ainsi que les dialogues (écrits avec Alain Zind, en anglais et en français)[7]. Le film cumule 400 000 vue sur internet en janvier 2021.
- Die Art (détournements de Mozinor)
- Final cut. Ladies & gentlemen, long métrage du réalisateur hongrois György Palfi, a été projeté au Festival de Cannes (Sélection Cannes Classiques) en 2012.
- Systaime a réalisé de nombreux Mashups depuis les années 2000, essentiellement des détournements politiques.
- Fin 2018, la chaîne YouTube KaziooFX publie un mashup nommé "Elon Musk in Interstellar - Parody mashup", dans lequel une scène du film est reprise en remplaçant Matthew McConaughey par le PDG de SpaceX, Elon Musk. La vidéo montre Elon Musk et Anna Hathaway à bord du premier étage d'une fusée Falcon 9 lors d'une tentative d'aterrissage (mission CRS-16). La vidéo a atteint les 2,9 millions de vues sur YouTube en juin 2021[8].
- La série Tralala Bang Bang, du cinéaste français Julien Lahmi sortie en 2022[9]

Il existe une « encyclopédie participative du mashup » fondée par le réalisateur Julien Lahmi.